# 茨城県道・福島県道10号日立いわき線
茨城県道・福島県道10号日立いわき線（いばらきけんどう・ふくしまけんどう10ごう ひたちいわきせん）は、茨城県日立市から高萩市と北茨城市を経由し、福島県いわき市に至る県道（主要地方道）である。

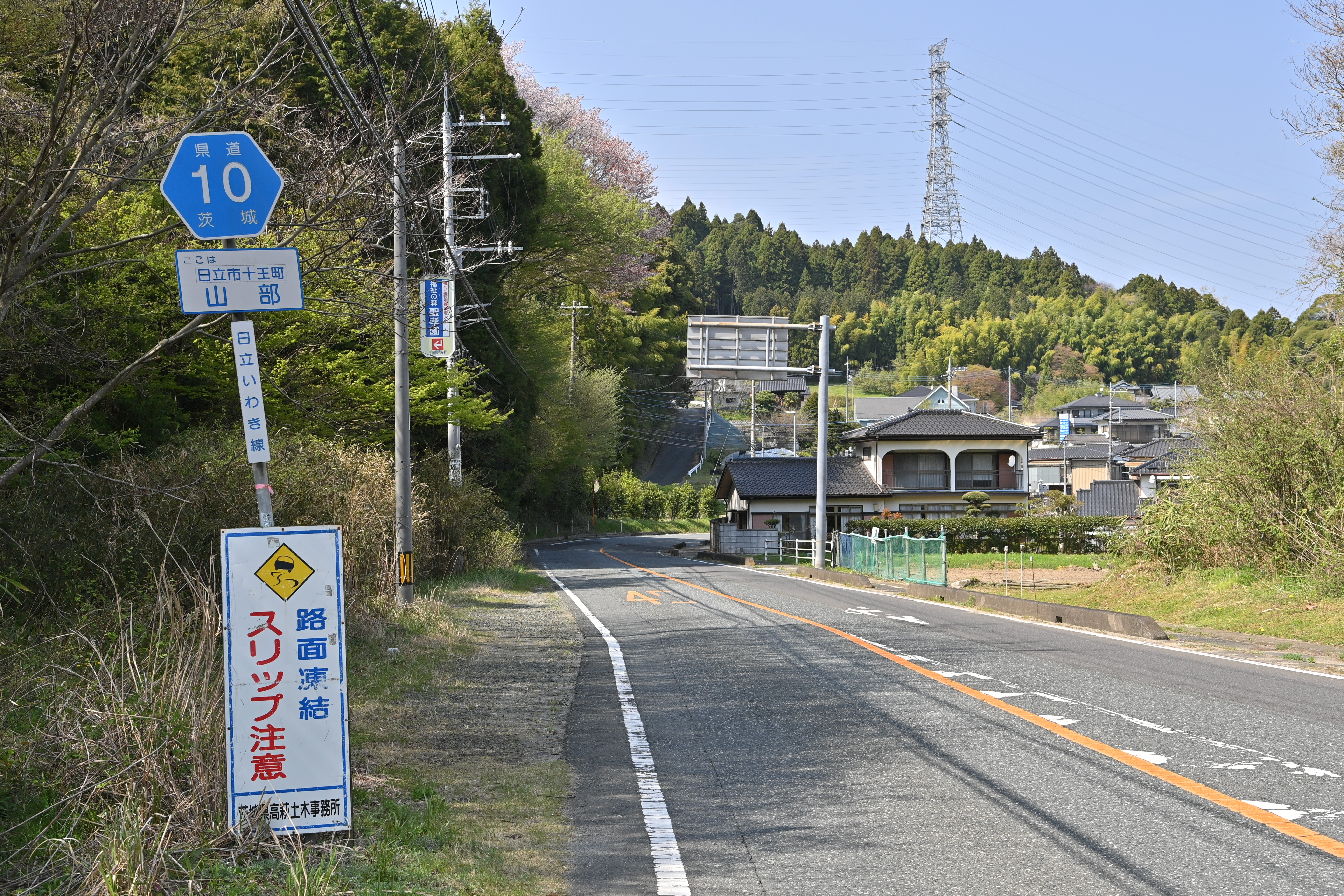
茨城県道10号日立いわき線
日立市十王町山部（2024年4月）

## 概要
茨城県日立市を起点とし、福島県いわき市を終点とする、主に太平洋沿岸の茨城県県北地域山間部を縦断する主要地方道で、国道6号とは山側（阿武隈高地側）で並行する幹線道路。かつて茨城県においては、日立市 - 旧十王町の区間は国道6号であった。(国道6号一次改築も参照の事)

### 路線データ
- 起点：茨城県日立市滑川町2丁目（国道6号交点、国土交通省前交差点）
- 終点：福島県いわき市佐糠町（国道6号・福島県道239号泉岩間植田線交点、佐糠町立体交差）
- 総延長：51.749 km（茨城県区間：41.150 km[1]、福島県区間：10.599 km[2]）
- 重用延長：1.528 km（茨城県区間：1.495 km[1]、福島県区間：0.033 km[2]）
- 未供用延長：なし（茨城県区間：0.0 km[1]、福島県区間：0.0 km[2]）
- 実延長：50.211 km（茨城県区間：39.655 km[1]、福島県区間：10.566 km[2]）
- 自動車交通不能区間延長[注釈 1]：なし（茨城県区間：0.0 km[1]、福島県区間：0.0 km[2]）

## 歴史
1935年（昭和10年）11月29日に県道日立勿来線として路線認定されたのがはじまりで、1972年（昭和47年）3月1日に、昭和10年11月29日茨城県告示第731号で告示した県道の路線認定の一部改正があり、現在の県道日立いわき線として茨城県日立市を起点とし、重要な経過地とする北茨城市を経由し、福島県いわき市を終点とする路線として茨城県が路線認定した県道である。1995年（平成7年）に茨城県道の路線再編が行われた際に、整理番号10に変更されて現在に至る。道路の一部で線形が悪い狭隘な区間があることなどから、平成2年度から、北茨城市の日棚工区の道路改良およびバイパス化工事が着手され、2012年（平成24年）に道路改良区間が全線開通した。また、平成10年度から日立市十王町友部をバイパス化する砂沢バイパス工事が着手され、2022年（令和4年）に全線開通した。

### 年表
- 1935年（昭和10年）11月29日：県道日立勿来線（番号305）として路線認定[要出典]。
- 1954年（昭和29年）1月20日：建設省告示第16号が公布され、茨城県道日立勿来線、福島県道勿来日立線が主要地方道日立勿来線として指定される。
- 1964年（昭和39年）7月3日：車両制限令第5条1項[注釈 2]に基づく指定区間を変更（路線対象番号1 日立勿来線：里美磯原線分岐点 - 福島県界→同左、山方十王線分岐点 - 上高倉高萩線交点）[3]。
- 1971年（昭和46年）6月26日：建設省告示第1069号が公布され、茨城県道・福島県道日立勿来線が主要地方道日立いわき線として指定される。
- 1972年（昭和47年）3月1日：茨城県が県道日立勿来線を改め、現在の路線名の日立いわき線（整理番号1）に改正[4]。
- 1972年（昭和47年）6月9日：福島県によって県道路線に認定される[5]。
- 1986年（昭和61年）4月21日：常磐自動車道建設に伴い、高萩市大字秋山 - 同市大字上手綱の現道バイパス道路 (0.61 km) が開通[6]。
- 1987年（昭和62年）10月15日：高萩市大字秋山 - 同市大字上手綱の旧道区間 (965 m) が指定解除され高萩市道へ降格[7]。
- 1993年（平成5年）5月11日：建設省から、県道日立いわき線が日立いわき線として主要地方道に再指定される[8]。
- 1995年（平成7年）
  - 3月30日：整理番号1から現在の番号（整理番号10）に変更される[9]。
  - 10月16日：北茨城市中郷町日棚 - 同市中郷町大字松井の十石トンネルが開通する[10]。
- 2000年（平成12年）4月6日：日立市砂沢町 - 多賀郡十王町友部の砂沢バイパスを新設する道路区域 (2.66 km) が決定する[11]。
- 2012年（平成24年）
  - 1月31日：北茨城市中郷町日棚地内のバイパス道（延長1.06 km）区間が開通[12][13]。
  - 2月14日：日立市砂沢町 - 同市十王町友部の砂沢バイパスの一部区間 (980 m) が開通する [14]。
- 2014年（平成26年）2月27日：北茨城市中郷町大字日棚地内の旧道 (1.506 km) が指定解除により市道に降格となる[15]。
- 2019年（令和元年）7月31日
  - 北茨城市磯原町上相田（上相田工業団地） - 同市華川町中妻間を、通行車両の高さ最高限度4.1 mの道路に指定[16]。
  - 北茨城市磯原町上相田（上相田工業団地） - 北茨城市華川町下相田（下相田交差点）間を、国際コンテナ車[注釈 3]の重量・長さ上限を引き上げる道路に指定[17]。
- 2020年（令和2年）3月30日：日立市十王町友部地内の砂沢バイパスの一部区間 (日立市十王町友部字風早 - 同字川上：0.4 km) が開通する[18][19]。
- 2022年（令和4年）1月14日：日立市十王町友部字川上 - 同市十王町友部字道保内の新道を供用し、砂沢バイパスが全線開通[20]。
- 2023年（令和5年）1月26日：パイパス供用に伴い、北茨城市中郷町松井 - 同市中郷町石岡の旧道（180 m）を指定解除して、市へ移管[21]。

## 路線状況
全線対向2車線（片側1車線）で、大型車を含めて交通量は多い。現道は、狭く曲がりくねった区間もまだ多いことから、平成以降、道路拡張やバイパス化の道路改良工事が積極的に進められている。
道路法の規定に基づき、以下の区間は、緊急輸送道路として機能を維持するため、災害発生時の被害拡大防止を目的に道路用地内に新たに電柱を建てることが制限されている。
- 茨城県内の日立市滑川町(国土交通省交差点） - 同市十王町友部（十王郵便局前交差点）間[22]
- 北茨城市華川町下相田（下相田交差点） - 同市関本町富士ヶ丘（福島県界）間[22]
- 北茨城市磯原町上相田 北茨城市道交差 - 北茨城市華川町下相田 県道北茨城インター線交差（下相田交差点）[23]

### バイパス
- 砂沢バイパス

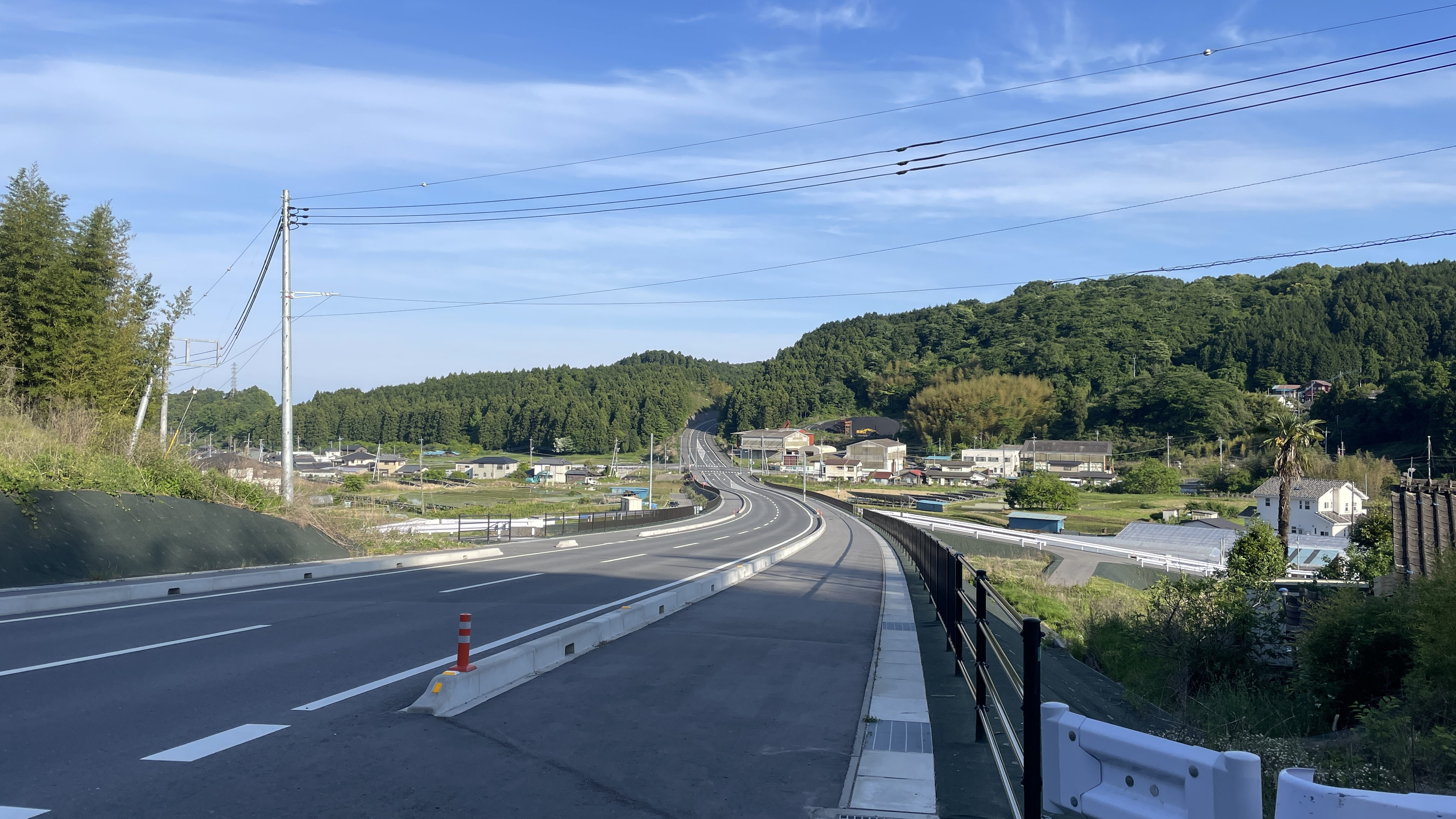
砂沢バイパス（2023年5月）

砂沢バイパス（2023年5月）日立市砂沢町から日立市十王町山部「山部交差点」までの延長2.6 km、幅員15.0 m（車道部6.5 m/2車線）のバイパス。この地区の新興団地である日立市十王町城の丘の西側を通り、JR十王駅側へ大きく迂回するルートをとる現道の交通の短縮と安全確保を目的として、平成8年度より本バイパス道路が事業化された[24]。2022年（令和4年）より全面供用中[20][25][26]。

### 重複区間
- 国道461号（茨城県高萩市秋山 - 茨城県高萩市高萩）
- 茨城県道22号北茨城大子線（茨城県北茨城市中郷町松井・磯原町木皿）
- 福島県道56号常磐勿来線（いわき市植田町小名田 - いわき市植田町中央3丁目）

### トンネル

#### 茨城県

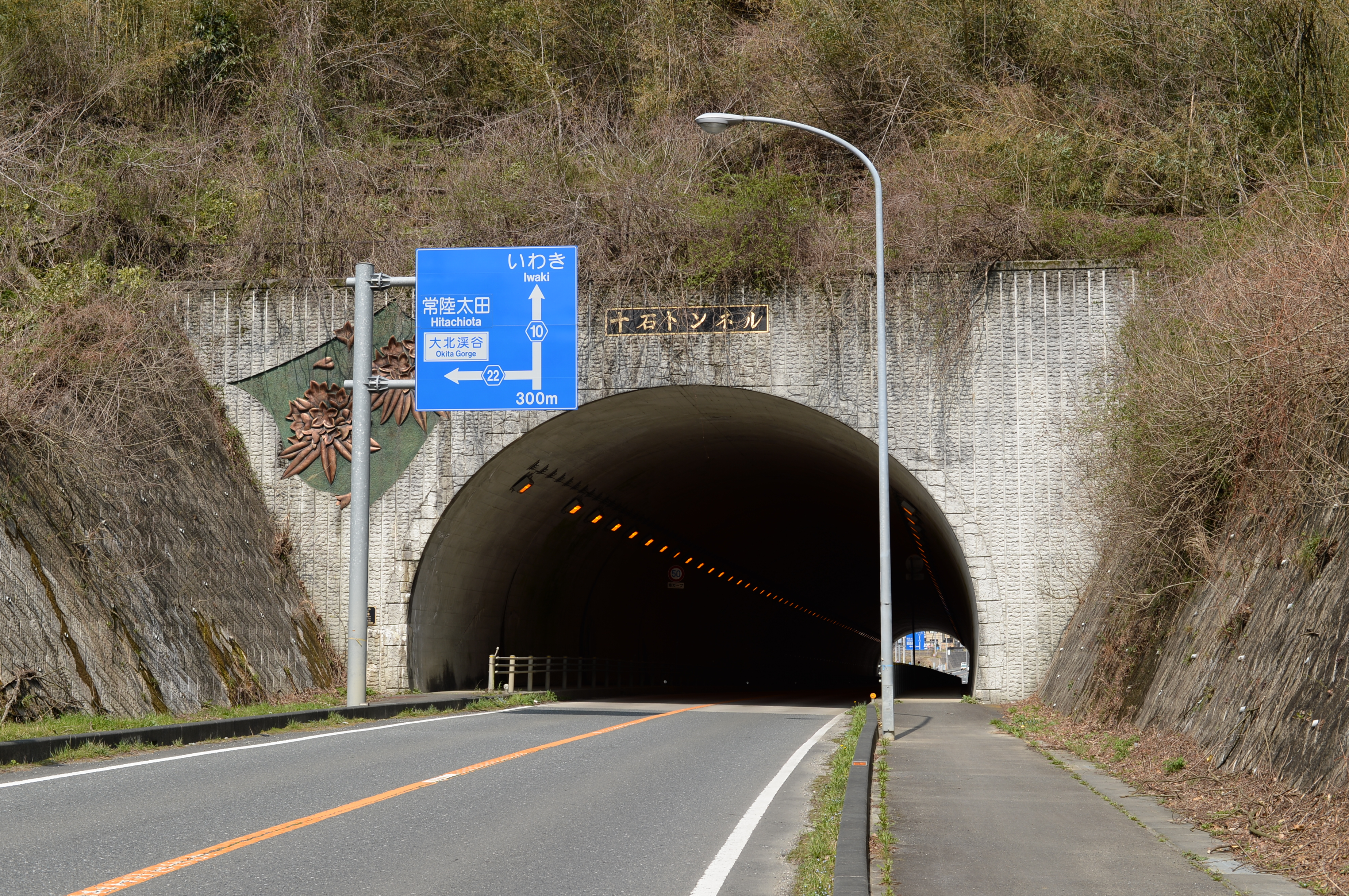
十石トンネル
北茨城市中郷町日棚から同市中郷町松井に至り、阿武隈高地を貫く。延長207 m、高さ4.7 m、幅7.5 m。1995年7月竣工。現在のトンネルは2代目で、旧トンネル（十石隧道：昭和25年3月竣功）の西隣りに建設された。旧トンネルは廃道となり坑口が塞がれ通行止めであるが、今なおその遺構を見ることができる。

#### 福島県
後田トンネル（いわき市）
- 全長：133.88m
- 幅員：6.0（16.5）m
- 竣工：2007年11月28日
- 施工：錦・福浜特定建設工事共同企業体

いわき市後田町字石田に位置し、真言宗智山派の寺院である宝徳院の境内の地下を横断する。開削工法で建設された矩形断面のトンネルであり、両側に歩道トンネルが設けられている。都市計画道路勿来岩間線街路事業に伴い、緊急地方道整備事業として2003年度に事業化され、2005年2月2日に起工式が行われた。2005年9月21日に貫通し2007年11月28日に開通した。総事業費は21億9700万円

### 橋梁

#### 茨城県
新高橋
日立市十王町友部にて二級水系十王川を渡る。
河原橋
日立市十王町山部にて二級水系十王川水系山部川を渡る。
猫内橋
高萩市秋山にて二級水系花貫川を渡る。
前川橋
高萩市大字上手綱にて二級水系関根川水系関根前川を渡る。
猪田橋
高萩市大字上手綱にて二級水系関根川水系猪田川を渡る。
関口橋
高萩市大字上手綱にて二級水系関根川を渡る。）
削木橋
北茨城市中郷町日棚にて二級水系里根川水系境川を渡る。

#### 福島県
観音橋（いわき市）
- 全長：28.1m
- 幅員：7.0（12.0）m
- 形式：単径間単純PCポステンT桁橋
- 竣工：1985年度

いわき市勿来町酒井字往生作、字金ケ町から字関根前に至り、二級水系蛭田川を渡る。1932年に架けられた旧橋の老朽化対策と、当時至近に建設されていた常磐自動車道に関連する事業として1984年度地方道橋梁整備事業により架け替えに着手された。総事業費は1億4350万円
江栗大橋
- 全長：291.0m
- 幅員：15.8m
- 竣工：1978年[29]

いわき市錦町字物置から仁井田町字松原に至り、二級水系鮫川を渡る。橋上は上下対向2車線で供用され、上下線両側に歩道が設置されている。
中岡橋
いわき市仁井田町字松原から中岡町4丁目、5丁目に至り、二級水系鮫川水系山田川を渡る。橋上は上下対向2車線で供用され、上下線両側に歩道が設置されている。下流側に水管橋が並行してかかる。
石田橋
いわき市後田町字柳町に位置し、二級水系鮫川水系天神川を渡る。
植田跨線橋
いわき市植田町に位置し、JR常磐線を渡る。
渋川橋
- 全長：40.7m
- 幅員：9.0（18.0）m
- 形式：単純鋼床版桁橋
- 竣工：1990年度

いわき市植田町小名田に位置し、二級水系鮫川水系渋川を渡る。重要幹線街路事業により1988年度に都市計画道路勿来岩間線の橋梁として着工された。総工費は3億5000万円。

## 地理

### 通過する自治体
- 茨城県
  - 日立市
  - 高萩市
  - 北茨城市
- 福島県
  - いわき市

### 交差する道路
- 国道6号（茨城県日立市滑川町）

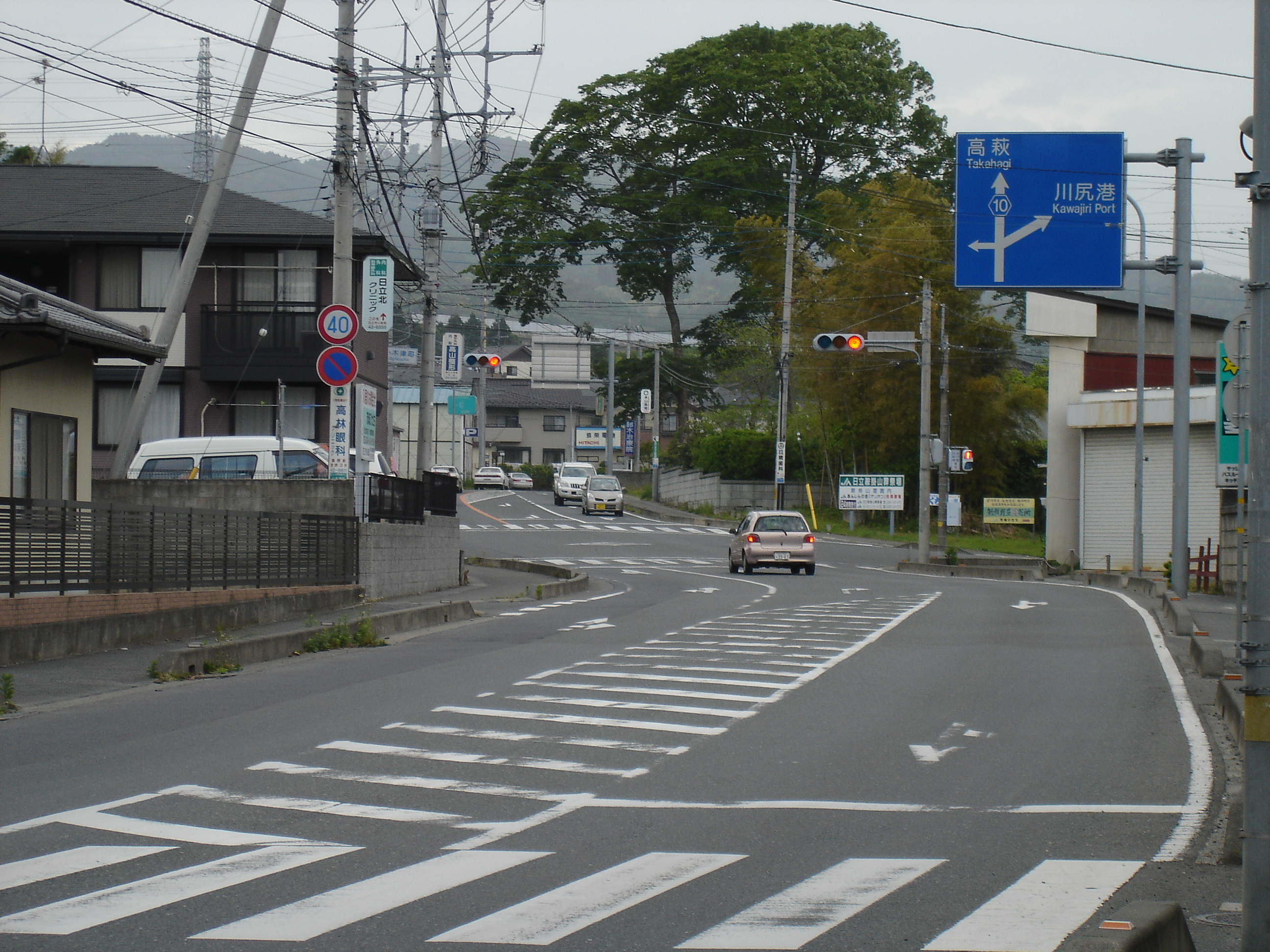
日立市小木津町交差点

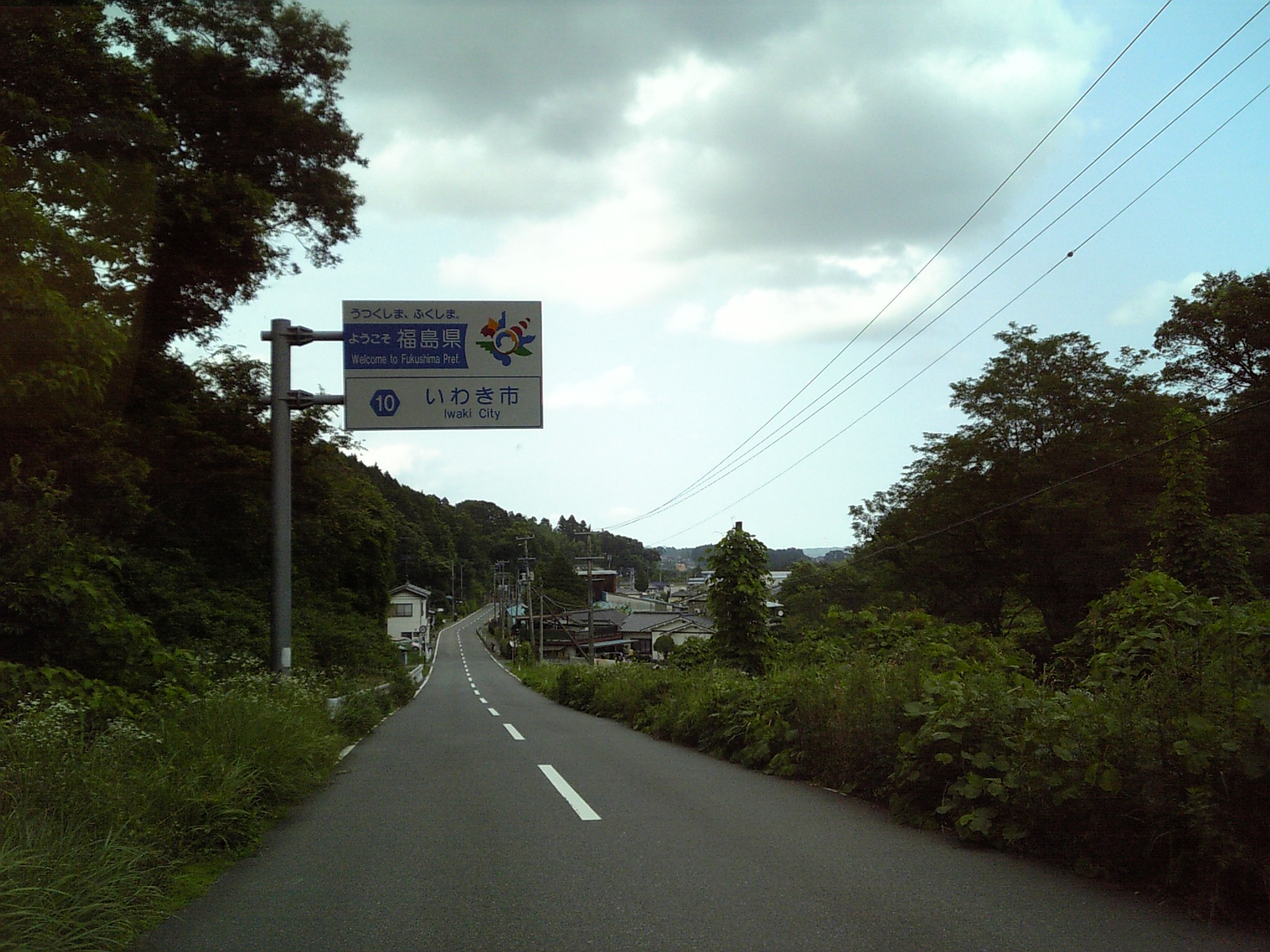
茨城・福島県境付近

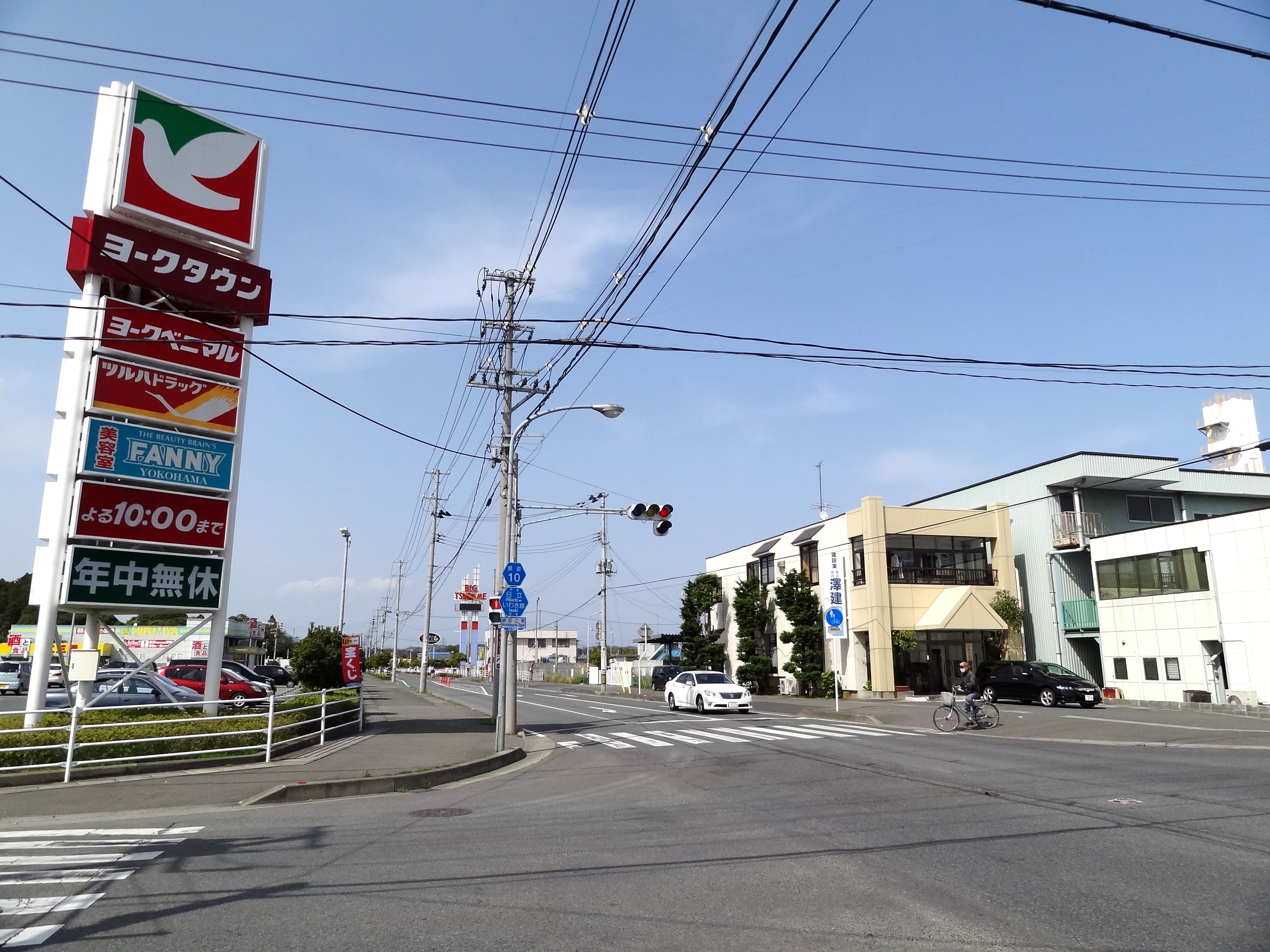
いわき市錦町付近

- 茨城県道295号小木津停車場線（茨城県日立市小木津町）
- 常磐自動車道 日立北I・C（茨城県日立市小木津町）
- 茨城県道296号十王停車場線（茨城県日立市十王町友部）
- 茨城県道230号高萩友部線（茨城県日立市十王町友部）
- 茨城県道60号十王里美線（茨城県日立市十王町山部）
- 国道461号（茨城県高萩市秋山・高萩）
- 茨城県道67号高萩インター線（茨城県高萩市上手綱）
- 茨城県道111号高萩塙線（茨城県高萩市上手綱）
- 茨城県道299号里見南中郷停車場線（茨城県北茨城市中郷町日棚・磯原町木皿）
- 茨城県道22号北茨城大子線（茨城県北茨城市中郷町松井・磯原町木皿）
- 茨城県道69号北茨城インター線（茨城県北茨城市華川町中妻）
- 茨城県道153号水沼磯原線（茨城県北茨城市華川町小豆畑）
- 茨城県道154号山根大津港線（茨城県北茨城市華川町上小津田）
- 茨城県道27号塙大津港線（茨城県北茨城市関本町富士ヶ丘）
- 国道289号（福島県いわき市勿来町窪田十条）
- 福島県道238号窪田江栗線（福島県いわき市錦町江七反田）
- 福島県道71号勿来浅川線（福島県いわき市錦町江栗二丁目）
- 福島県道20号いわき上三坂小野線（福島県いわき市植田町月山下）
- 福島県道56号常磐勿来線 湯本方面（福島県いわき市植田町小名田）
- 福島家道56号常磐勿来線 勿来方面（福島県いわき市植田町中央三丁目）
- 福島県道20号いわき上三坂小野線（福島県いわき市佐糠町八反田）
- 国道6号常磐バイパス（福島県いわき市佐糠町東一丁目 終点）

### 沿線
- JR小木津駅（日立市日高町）
- JR十王駅（日立市十王町友部）
- 森滝自噴水（高萩市秋山）
- サンライズカントリークラブ（日立市十王町山部）
- かもめガス望海ゴルフコース（高萩市上手綱）
- 関本工業団地（北茨城市関本町冨士ケ丘）
- 日本製紙 勿来工場（いわき市勿来町窪田十条）
- 福島県立磐城農業高等学校（いわき市植田町小名田）